# Friedrich von Hügel
Friedrich von Hügel (eigentlich Friedrich Maria Aloys Franz Karl, Freiherr von Hügel, bekannt als Baron von Hügel, * 5. Mai 1852 in Florenz, Toskana; † 27. Januar 1925 in London) war ein österreichisch-britischer religiöser Autor, katholischer Theologe und christlicher Apologet. Er gilt als eine der Schlüsselfiguren des Modernismus.

## Leben
Friedrich von Hügel wurde als Sohn von Carl von Hügel, der österreichischer Botschafter am Hofe des Großherzogs von Toskana war, und Elizabeth Farquharson, einer zum Katholizismus konvertierten Schottin, geboren. Friedrich wurde privat unterrichtet und zog 1867 im Alter von 15 Jahren nach England, wo er sein restliches Leben verbrachte.
1873 heiratete er Lady Mary Catherine Herbert, Tochter des Staatsmannes Sidney Herbert, 1. Baron Herbert of Lea und Lady Elizabeth Ashe à Court-Repington, einer begeisterten Philanthropin und konvertierten Katholikin. Mary Catherine Herbert war, ebenso wie von Hügels Mutter und ihre eigene Mutter, auch eine Konvertitin. Friedrich von Hügel hatte mit ihr drei Kinder: Gertrude (1877–1915), Hildegarde (1879–1926), und Thekla (1886–1970), die in einen Orden eintreten sollte. Von Hügel behielt seine österreichische Staatsbürgerschaft bis zum August 1914, er bezeichnete sich gerne als „angefeindeter Fremder“, als England Österreich den Krieg erklärte. Zu diesem Zeitpunkt bat er um Einbürgerung und erhielt die Staatsbürgerschaft bereits im Dezember desselben Jahres.
Friedrich von Hügel erwarb nie einen Hochschulabschluss, hatte jedoch fundierte biblische Kenntnisse im Selbststudium erworben und sprach fließend Französisch, Italienisch, Deutsch und Englisch. Wenngleich er nie ein kirchliches Amt oder einen Lehrstuhl innehatte, wurde er doch auf gleicher Höhe neben John Henry Newman als bedeutender Vermittler katholischer Identität in Zeiten des Umbruchs gehandelt. Seinen hauptsächlichen Einflussbereich fand von Hügel im Kontext der Modernismuskrise. Durch seine weitreichendes Netzwerk persönlicher Kontakte brachte er Reformtheologen wie Alfred Loisy, Henri Bremond, George Tyrrell und Evelyn Underhill zusammen. In Deutschland unterhielt er vor allem Kontakte zu Franz Xaver Kraus und Albert Ehrhard. Ab 1902 war dort der junge Kraus-Schüler Joseph Sauer sein wichtigster katholischer Verbindungsmann. Von Hügel tat sich besonders dadurch hervor, dass er die Werke der Philosophen Ernst Troeltsch und Rudolf Christoph Eucken der englischsprechenden Bevölkerung zugänglich machte, ungeachtet der Ablehnung gegenüber jeglicher deutschen Kultur während des Ersten Weltkrieges. Friedrich von Hügel vertrat die Meinung, die katholische Kirche solle die besten Errungenschaften der neuen sozialen und psychologischen Wissenschaften aufnehmen, um die Einstellung gegenüber dem katholischen Glauben in der modernen Welt zu ändern.

## Ehrendoktorwürde
Im Jahre 1914 verlieh ihm die University of St. Andrews die Ehrendoktorwürde für seine neuen Ansätze des Mystizismus. An die Universitätsbibliothek von St. Andrews vererbte Friedrich von Hügel auch seine gesamte Bibliothek, die heute als die Hügel Archives bekannt sind.
Als ihm die University of Oxford die Ehrendoktorwürde im Jahre 1920 für seine Verdienste in der Theologie verlieh, sollte dies die erste an einen Katholiken verliehene Ehrendoktorwürde seit der Reformation sein.

## Schriften
- The Church and the Bible. 3 Bände. Dublin Review, Dublin 1894–1895.
- La Méthode historique et son application à l'Etude des documents de l'Hexateuque. In: Compte rendu du Quatrième Congrès Scientifique Internationial des Catholiques. Tenu à Fribourg (Suisse) du 16 au 20 août 1897.  Section 2: Sciences Exégétiques. Librairie de l'oeuvre de Saint-Paul, Fribourg (Schweiz) 1898, S. 231–265 (Vortrag auf diesem Kongress).
- Du Christ éternel et de nos christologies successives. In: La Quinzaine, 1. Juni 1904.
- mit Charles A. Briggs: The papal Commission and the Pentateuch. Longmans, Green, & Co., London 1906.
- Experience and Transcendence. In: Dublin Review. Bd. 138, Nr. 24, April 1906, S. 357–379.
- The Mystical Element of Religion as studied in Saint Catherine of Genoa and her Friends. Dent, London u. a. 1909;
  - Band 1: Introduction and Biographies.
  - Band 2: Critical Studies.
- Essays and Addresses in the Philosophy of Religion. 2 Bände. Dent u. a., London u. a. 1921–1926.
- als Herausgeber von: Ernst Troeltsch: Der Historismus und seine Überwindung. Fünf Vorträge. Eingeleitet und herausgegeben. Pan Verlag R. Heise, Berlin 1924.
- Religion als Ganzheit. Aus seinen Werken ausgewählt und übersetzt von Maria Schlüter-Hermkes. Patmos-Verlag, Düsseldorf 1948.

Briefe
- Friedrich von Hügel, Nathan Söderblom, Friedrich Heiler: Briefwechsel. 1909–1931 (= Konfessionskundliche Schriften des Johann-Adam-Möhler-Instituts. Nr. 14). Mit Einleitung und Kommentar herausgegeben von Paul Misner. Verlag Bonifatius-Druckerei, Paderborn 1981, ISBN 3-87088-194-1.